# Передняя (гора)
Передняя (укр. Передня) — гора в Украинских Карпатах. Самая высокая вершина хребта Передня, что в горном массиве Горганы (Внутренние Горганы). Расположена на границе Хустского и Тячевского районов Закарпатской области, в междуречье Мокрянки и приток Теребли.
Высота горы — 1598 м (по другим данным — 1603 м). Геоструктурного относится к Кросненской зоне, состоит из пород флиша палеогенового периода. Вершина куполообразная, безлесная. Склоны слаборасчлененные (западные и северо-восточные крутые), покрытые еловым лесом. Западные склоны лежат в пределах Национального природного парка «Синевир».
Ближайшие населённые пункты Синевир (на северо-запад), Колочава (на юго-запад), Немецкая Мокрая (на юг).